# فاصله نشکن
فاصلهٔ نشکن (به انگلیسی: Non-breaking space) یکی از انواع نویسه‌های فاصله است که از رفتن خودکار به خط بعد جلوگیری می‌کند. همچنین، فاصلهٔ نشکن اگر در پس یا پیش از فاصلهٔ عادی یا فاصلهٔ نشکنِ دیگری بیاید، سبب می‌شود مرورگر فاصله‌هایی را که پی‌درپی نوشته شده‌اند یک فاصله حساب نکند. کد اچ‌تی‌ام‌ال این نویسه &nbsp; است. این یک فاصلهٔ نشکن است: «»
یونی‌کد فاصلهٔ نشکن U+00A0 است.
در صفحه‌کلید استاندارد فارسی برای وارد کردن فاصلهٔ نشکن می‌توان دگرساز راست (right Alt) و فاصله را همزمان فشرد.

## در صفحه‌کلید
| System/application                                                        | Entry method                                            |
| ------------------------------------------------------------------------- | ------------------------------------------------------- |
| مایکروسافت ویندوز                                                         | Alt+0+1+6+0 یا Alt+2+5+5 (گاهی کار نمی‌کند)              |
| اپل مک‌اواس                                                                | ⌥ Opt+کلید فاصله                                        |
| لینوکس یا یونیکس using سامانه پنجره اکس                                   | Compose، Space، Space                                   |
| آمیگااواس                                                                 | Alt+Space                                               |
| پروژه گنو ایمکس                                                           | Control key+X ۸ Space                                   |
| ویم                                                                       | Ctrl+K, Space، Space; یا Ctrl+K، Shift key+N, ⇧ Shift+S |
| دریم‌ویور، لیبره‌آفیس، مایکروسافت ورد، اوپن‌آفیس. اوآرجی (از ۳٫۰)            | Ctrl+⇧ Shift+Space                                      |
| ادوبی فریم‌میکر، LyX (non-Mac)، اوپن‌آفیس. اوآرجی (پیش از ۳٫۰)، WordPerfect | Ctrl+Space                                              |
| مک ادوبی این‌دیزاین                                                        | ⌥ Opt+⌘ Cmd+X                                           |

## جستارهایی وابسته
- فاصله مجازی
- اتصال مجازی
- نشانه‌گذاری